# Карпош
Вижте пояснителната страница за други личности с името Карпош.
Петър, по-известен с прозвището „Карпош“, е български бунтовник, водач на бунт в северна Македония, обявен за крал под сюзеренитета на императора на Свещената Римска империя.

## Биография
Сведенията за живота на Петър Карпош са оскъдни. Роден е вероятно в село Войник. Съществуват спорове около името му. В някои османски документи той се среща под името Карпуз. На османски Карпуз означава диня с производни значения топка  с нещо червено.  Възможно е Карпош да е било прякор от типа на Бърдоквата, а не лично име. Според други изследователи пък Карпош е гален вариант на Карпа (камък, канара, преносно - исполин, юначага) срещано през XIV в. .  Оскъдицата в родния му край го принуждава да търси препитание в кратовските рудници. Известно време е и във Влашко на гурбет. Понесъл сам турски издевателства, Петър Карпош повежда хайдушка чета в Доспатско в края на XVII век. През 1689 той вече се ползвал със слава на прочут воевовода  През същата година той повежда българското въстание срещу османската власт по време на Австро-турската война в северните и североизточните части на Македония, в областите на Куманово и Крива паланка.

### Въстание
Събитията започват с войната на Свещената лига (Австрия, Полша, Венеция, Русия) срещу Османската империя. С навлизането на австрийските войски в османските владения избухват бунтове на българите в Пловдив и София. След това мнозина от тези българи се присъединяват към австрийците в Ниш и заедно с тях нападат мюсюлманските градове. От Западните Родопи (Доспат) хайдушкият войвода Петър Карпош също търси връзка с австрийците, достигайки Знеполе, където вероятно създава своя „свободна територия“. Тогава лично султанът издава заповед Карпош да бъде заловен и наказан. След като австрийците овладяват и се установяват в Ниш и превземат серия турски крепости от Смедерево и Видин през Пирот до Скопие, Призрен и Щип, а Страхил войвода напада Кюстендил, султанът прави всичко възможно да потуши българското въстание, като привлече войводата Карпош на своя страна. Той е амнистиран и е назначен за началник на мартолосите в Кюстендилско и Македония. Войводата обаче, отхвърля съблазните на османците, оглавява въстаналите българи и превзема Крива паланка и Куманово. Влиза в контакт с австрийския император Леополд I, който след падането на Видинското царство е титуляр на Българската корона . С негово съгласие Карпош се обявява за „крал на Куманово“ и васал на императора, получава от него кралски калпак и писма, потвърждаващи властта му в освободените земи. Действа заедно с друг известен български водач, Страхил войвода, имащ ранг на генерал в австрийската войска, станал войвода на Ниш, командващ въстаници-доброволци и български хайдути. Крал Капрош формира въоръжен отряд от 5000 християни. В крепостта Куманово от Карпош са направени нови укрепления.  Сред историците и до днес съществуват спорове дали австрийските власти са щели да легализират властта на самозвания крал. Въпреки че според османският хронист Мехмед Рашид между неверническата рая и мюсюлманските австрийски проклетници се установява взаимодействие, не е срещнат нито един австрийски документ който да потвърждава титлата кумановски крал на Карпош.
На 20 ноември 1689 г., след оттеглянето на австрийската армия на зимни квартири, срещу въстаналите българи е средоточена огромна военна сила – частите на Халил паша, еничарите на Махмуд паша и 30-хилядната орда на кримския татарски хан Селим Гирай. При Кюстендил турците отхвърлят охраняващ проходите отред на въстаниците от около 100 души и настъпват към Крива паланка, Куманово и Скопие. В Крива паланка защитниците българи, австрийци и унгарци са разбити, а градът е запален. Генералното сражение е пред крепостта Куманово. Съпротивата на въстаниците, приели открития бой, е потушена от многократно превъзхождащите ги войски на противника, събрани от всички краища на империята, оглавени лично от командващия унгарския фронт сераскер Махмуд паша. Съществуват няколко версии за точното място на залавянето на Карпош и подробностите за въстанието. Според някои източници тогава е пленен Карпош войвода. Според Силяхдар бей той пада в плен по-късно когато е унищожен последният му отряд от 200 души и Скопие пада без битка. Според Мехмед Рушид пък той е заловен след битка край Куманово.  В крайна смека Карпош е набит на кол от татарския хан при моста в Скопие в края на 1689 г.

### Последствия
На 8 октомври 1690 е последното сведение за Страхил войвода и въстаналите българи в Ниш. В 1689 г. в Тракия в района на Пазарджик, Панагюрище, Копривщица, Мечка и Поибрене изразител на антиосманското брожение става Балчо войвода. Той впоследствие се насочва към Кюстендил и Щип и действа в района „със своите бунтовници“. В януари 1708 г. османците мобилизират видинските войски за борба с него в района на Белоградчик и Крушевец. След навлизането си в Северна България през юни 1689 г. Селим Гирай хан извършва масови погроми и ислямизация на българите от Добруджа до Тетевенско, които принуждават многобройно българско население да избяга през Дунава във Влашко. При повторното завладяване на освободените от въстанието и австрийските войски западни български земи османците извършват такива кланета и палежи, които принуждават многобройно българско население да избяга в Австрия и Банат.

## Памет
Морският нос Карпош на остров Сноу в Антарктика е наименуван в негова чест. В Северна Македония редица географски и административни обекти също са именувани на Петър Карпош.